# 不幸な子どもの生まれない運動
不幸な子どもの生まれない運動（ふこうなこどものうまれないうんどう）とは、1966年から1972年にかけて兵庫県で執行された政策である。妊婦の出生前診断を奨励し、羊水検査でダウン症候群など染色体異常の可能性のある胎児を見つけることを推進した。その当時、同様の政策は多くの都道府県で実施されており、「不幸な子どもを産まない」「不幸な子どもの生まれない」という表現は他にも10の都道府県のスローガンに使われていた。
1969年に兵庫県衛生部は「不幸な子どもの生まれない対策室」を設置し、パンフレットを配布するなどの活動を行ったが、次第に障害者団体・人権団体の強い異議申し立てが起こるようになり、事業は中止された。